# Miss Rio de Janeiro 2017
Miss Rio de Janeiro 2017 foi a 62ª edição do tradicional concurso de beleza feminina de Miss Rio de Janeiro, válido para o certame nacional de Miss Brasil 2017, único caminho para o Miss Universo. A seletiva com as quatro candidatas inscritas e pré-selecionadas ocorreu no dia 1º de junho, no espaço Cidade das Artes. Posteriormente, apenas as duas finalistas foram anunciadas pela organização da Dio Marketing, que coordenou a seleção este ano. A grande vencedora foi coroada no dia 10 de junho no Riocentro, na capital fluminense e teve transmissão pelo canal da Polishop no YouTube, visto que o anúncio ocorreu durante uma convenção da empresa. Na ocasião, a niteroiense Sabrina Amorim, passou a faixa e a coroa para sua sucessora, Isabel Cristina Correa Silva, de Belford Roxo. Também esteve presente a Miss Brasil 2016, Raissa Santana para a entrega da faixa.

## Resultados

### Colocações
| Posição   | Município e Candidata          |
| --------- | ------------------------------ |
| Vencedora | - Belford Roxo - Isabel Correa |
| 2º. Lugar | - Petrópolis - Nathália Kling  |

## Finalistas
Apenas duas candidatas foram anunciadas:
- Belford Roxo -  Isabel Cristina Correa Silva [9][10]
  - Isabel tem 27 anos e 1.72m de altura.
- Petrópolis - Nathália Bello Kling [11]
  - Nathália tem 23 anos e 1.77m de altura.

### Demais candidatas
Participaram da seletiva:
- Armação dos Búzios - Yasmin Miranda [12][13][14]
- Rio de Janeiro - Giovanna Giannetto

## Jurados

### Técnicos
Ajudaram a escolher a vencedora:
1. Karina Ades, diretora geral do Miss Brasil;
2. Roberto y Plá, diretor de eventos especiais da Band;
3. Marcos Fortes, fotógrafo.

## Histórico
Candidatas em outros concursos:
| Miss Rio de Janeiro - 2008: Belford Roxo - Isabel Correa (2º. Lugar) - (Representando o município de Belford Roxo) - 2012: Belford Roxo - Isabel Correa (2º. Lugar) - (Representando o município de Paraty) - 2014: Belford Roxo - Isabel Correa (Top 10) - (Representando o município de Belford Roxo) Miss Rio Grande do Sul - 2015: Belford Roxo - Isabel Correa (Top 15) - (Representando o município de Guaíba) Miss Rio de Janeiro Internacional - 2015: Petrópolis - Nathália Kling (Miss Voto Popular) - (Representando o município de Petrópolis) Miss Mundo Brasil - 2009: Belford Roxo - Isabel Correa (6º. Lugar) - (Representando o Estado de Sergipe em Angra dos Reis, RJ) - 2014: Belford Roxo - Isabel Correa (6º. Lugar) - (Representando as Ilhas de Búzios em Florianópolis, SC) | Best Model of the World - 2009: Belford Roxo - Isabel Correa - (Representando o Brasil em Sofia, Bulgária) Brazil's Next Top Model - 2014: Belford Roxo - Isabel Correa (12º. Lugar) - (Representando extra-oficialmente a Baixada Fluminense) Rainha da 25ª Bauernfest - 2014: Petrópolis - Nathália Kling (1ª Princesa) - (Sem representação específica) Rainha da 27ª Bauernfest - 2016: Petrópolis - Nathália Kling (Vencedora) - (Sem representação específica) |